# 米特尔黑尔维希斯多夫
米特尔黑尔维希斯多夫（德語：Mittelherwigsdorf），是德国萨克森州的市镇，隶属于格尔利茨县。总面积为36.45平方千米，截至2023年12月31日总人口为3,590人。